# Paul-Erdős-Preis
Der Paul-Erdős-Preis (ung. Erdős Pál-díj, früher Preis für Mathematik, Matematikai Díj) ist ein Preis des Fachbereiches III der Ungarischen Akademie der Wissenschaften, der seit 1976 an Mathematiker unter 40 Jahren verliehen wird. Er erinnert an Paul Erdős.
Er ist nicht mit dem israelischen Erdős-Preis zu verwechseln.

## Preisträger
- 1976: István Juhász
- 1977: Gábor Halász
- 1978: Endre Szemerédi
- 1979: László Lovász
- 1980: Ferenc Schipp
- 1981: Zoltán Daróczy
- 1982: Gábor Tusnády
- 1983: András Sárközy
- 1984: László Babai
- 1985: Ferenc Móricz
- 1986: József Beck
- 1987: János Pintz
- 1988: Sándor Csörgő
- 1989: Miklós Laczkovich
- 1990: Imre Ruzsa
- 1991: Péter Komjáth
- 1992: Ágnes Szendrei
- 1993: Antal Balog
- 1994: Péter Pál Pálfy
- 1995: Bálint Tóth
- 1996: Imre Bárány
- 1997: László Pyber
- 1998: Tamás Szőnyi
- 1999: Lajos Soukup
- 2000: Lajos Molnár, Gábor Tardos
- 2001: Géza Makay
- 2002: Gyula Károlyi
- 2003: András Bíró
- 2004: Károly Böröczky Jun.
- 2005: Ákos Pintér
- 2006: Mátyás Domokos
- 2007: Tibor Jordán
- 2008: Géza Tóth
- 2009: Márton Elekes
- 2010: Miklós Abért
- 2011: Katalin Gyarmati
- 2012: Balázs Márton
- 2013: Balázs Szegedy
- 2014: Gábor Pete
- 2015: Péter Varjú
- 2016: Attila Maróti
- 2017: Gábor Kun
- 2018: Endre Csóka
- 2020: Balázs Bárány
- 2021: Péter Csikvári
- 2022: Ágnes Backhausz
- 2023: Péter Pál Pach
- 2024: Gergely Kiss
- 2025: András Pál Gilyén